# Władimir Sało
Władimir Sało (kirg. Владимир Сало; ur. 6 lutego 1974, we wsi Biełowodskoje, Kirgiska SRR) – kirgiski piłkarz, grający na pozycji obrońcy, a wcześniej pomocnika i napastnika, reprezentant Kirgistanu, trener piłkarski.

## Kariera piłkarska

### Kariera klubowa
Wychowanek Internatu Sportowego w Biszkeku. W 1991 rozpoczął karierę piłkarską w klubie Dostuk Sokuluk, który występował we Wtoroj Niższej Lidze ZSRR. W 1994, kiedy Dostuk został rozwiązany, przeszedł do Kant-Oil Kant. W 1996 został piłkarzem drużyny Astrateks Astrachań, grającej w III lidze rosyjskiej. Drugą połowę sezonu 1996 oraz pierwszą połowę 1997 spędził w Wołgar-Gazprom Astrachań, grającej w II lidze rosyjskiej. Nieczęsto wychodził na boisko, dlatego powrócił do Kirgistanu, gdzie został piłkarzem Dinamo Biszkek. Następnie odbywał służbę wojskową w klubie Ałga-PWO Biszkek, który potem zmienił nazwę na SKA-PWO Biszkek. Latem 1999 wyjechał do Kazachstanu, gdzie pół roku bronił barw Szachtiora Karaganda, a potem trzy sezony występował w Żetysu Tałdykorgan i jeden w FK Taraz. W 2003 powrócił do SKA-PWO Biszkek. Potem występował w zespołach Abdysz-Ata Kant, Awiator-AAL Biszkek i Żasztyk-Ak-Ałtyn Kara-Suu. W drugiej połowie sezonu 2008 został piłkarzem Abdysz-Ata Kant, w którym zakończył karierę piłkarską.

### Kariera reprezentacyjna
Występował w reprezentacji Kirgistanu. Łącznie rozegrał 30 spotkań.

## Kariera trenerska
Po zakończeniu kariery piłkarskiej od stycznia 2010 pomagał trenować Abdysz-Ata Kant.

## Sukcesy

### Sukcesy klubowe
- mistrz Kirgistanu: 1994, 1995, 1997
- zdobywca Pucharu Kirgistanu: 1998, 1999, 2009

### Sukcesy indywidualne
- piłkarz roku w Kirgistanie: 1995